# 크리스탈 R. 폭스

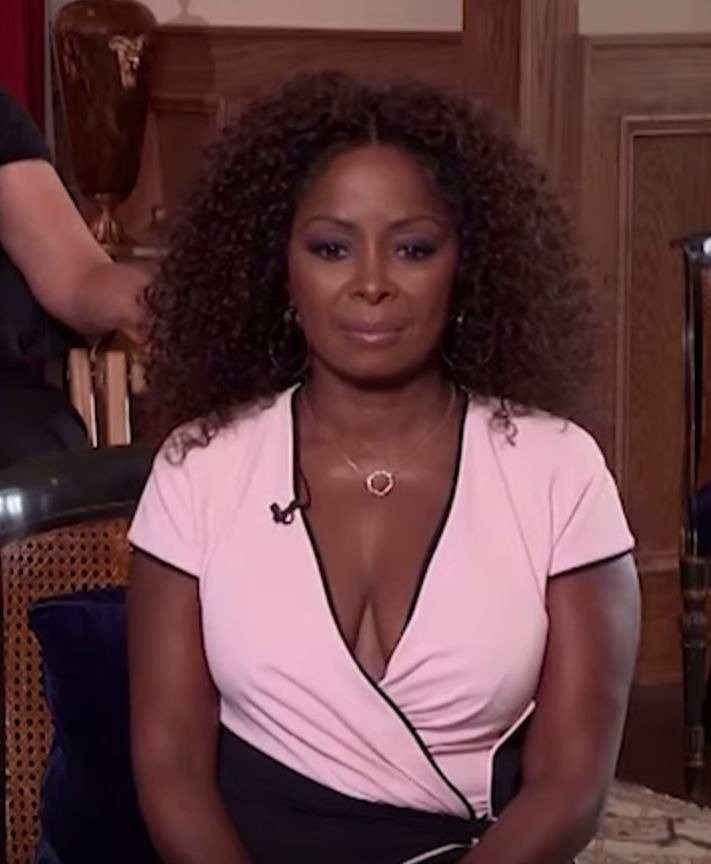

크리스털 R. 폭스(Crystal R. Fox, 1964년 1월 1일 ~ )는 미국의 배우이다.

## 출연 작품
- 폴 프롬 그레이스 (2020년)
- 버든 (2018년)
- 지하 조직 (1994년) - 조라 역
- 드라이빙 미스 데이지 (1989년)

### 텔레비전
- In the Heat of the Night (1988)